# Випробування на твердість за Брінеллем

Схема випробування

Випробування на твердість за Брінеллем — спосіб визначення твердості матеріалів вдавлюванням на спеціальному приладі сталевої загартованої кульки (діаметром 10; 5 або 2,5 мм) в досліджуваний зразок під дією заданого навантаження протягом певного часу (10—30 с).
Метод запропонував шведський інженер Юхан Брінелль (швед. Johan August Brinell) в 1900 році.

## Методика проведення випробувань та розрахунку твердості

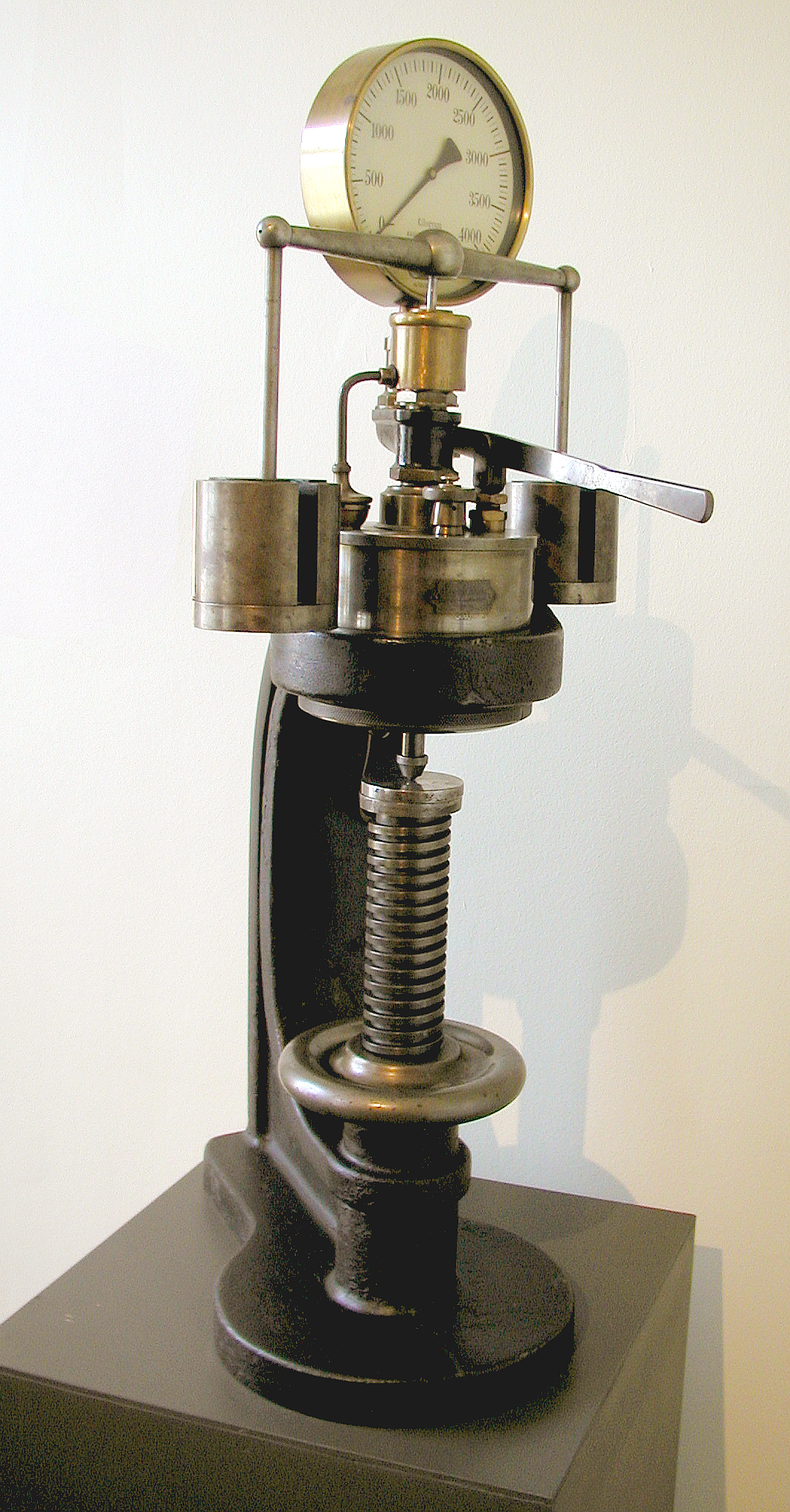
Ручний твердомір Брінелля

Цей метод відноситься до способів оцінки твердості, що базуються на принципі вдавлювання індентера (полірованої загартованої сталевої кульки) в матеріал. Випробування проводиться таким чином: спочатку дають невелике попереднє навантаження для встановлення початкового положення індентера на зразку, потім додається основне навантаження, зразок витримують під дією навантаження протягом 10-30 с, вимірюється глибина вдавлювання, після чого основне навантаження знімається. При визначенні твердості за методом Брінелля, на відміну від методу Роквелла, вимірювання проводять до пружного відновлення матеріалу. Індентор вдавлюють в поверхню випробовуваного зразка (завтовшки не менше 4 мм) з регламентованим зусиллям. 
У іншому варіанті зусилля збільшується до досягнення регламентованої глибини впровадження. 
Твердість за Брінеллем HB розраховується як «прикладене навантаження», ділене на «площу поверхні відбитку»:
{\displaystyle {\mbox{HB}}={\frac {P}{{\frac {\pi D}{2}}\left(D-{\sqrt {D^{2}-d^{2}}}\right)}}},
де {\displaystyle P} — прикладене навантаження, кПа;
{\displaystyle D} — діаметр кульки, мм;
{\displaystyle d} — діаметр відбитку, мм,
або за формулою:
{\displaystyle {\mbox{HB}}={\frac {P}{\pi Dh}}},
де {\displaystyle h} — глибина вдавлювання індентера.
Найпоширеніші діаметри кульки — 10, 5, 2,5 і 1 мм, навантаження — 187,5 кгс, 250 кгс, 500 кгс, 1 000 кгс і 3 000 кгс. Для вибору діаметра кульки зазвичай використовують наступне правило: діаметр відбитку повинен лежати в межах 0,2-0,7 діаметра кульки. У методиках ISO і ASTM об'єднані метод з однією кулькою і різними навантаженнями та метод із застосуванням різних кульок, а також дана формула обчислення твердості, не залежної від навантаження.
Для визначення твердості по методу Брінелля використовують твердоміри, як автоматичні, так і ручні.

## Типові значення твердості для різних матеріалів

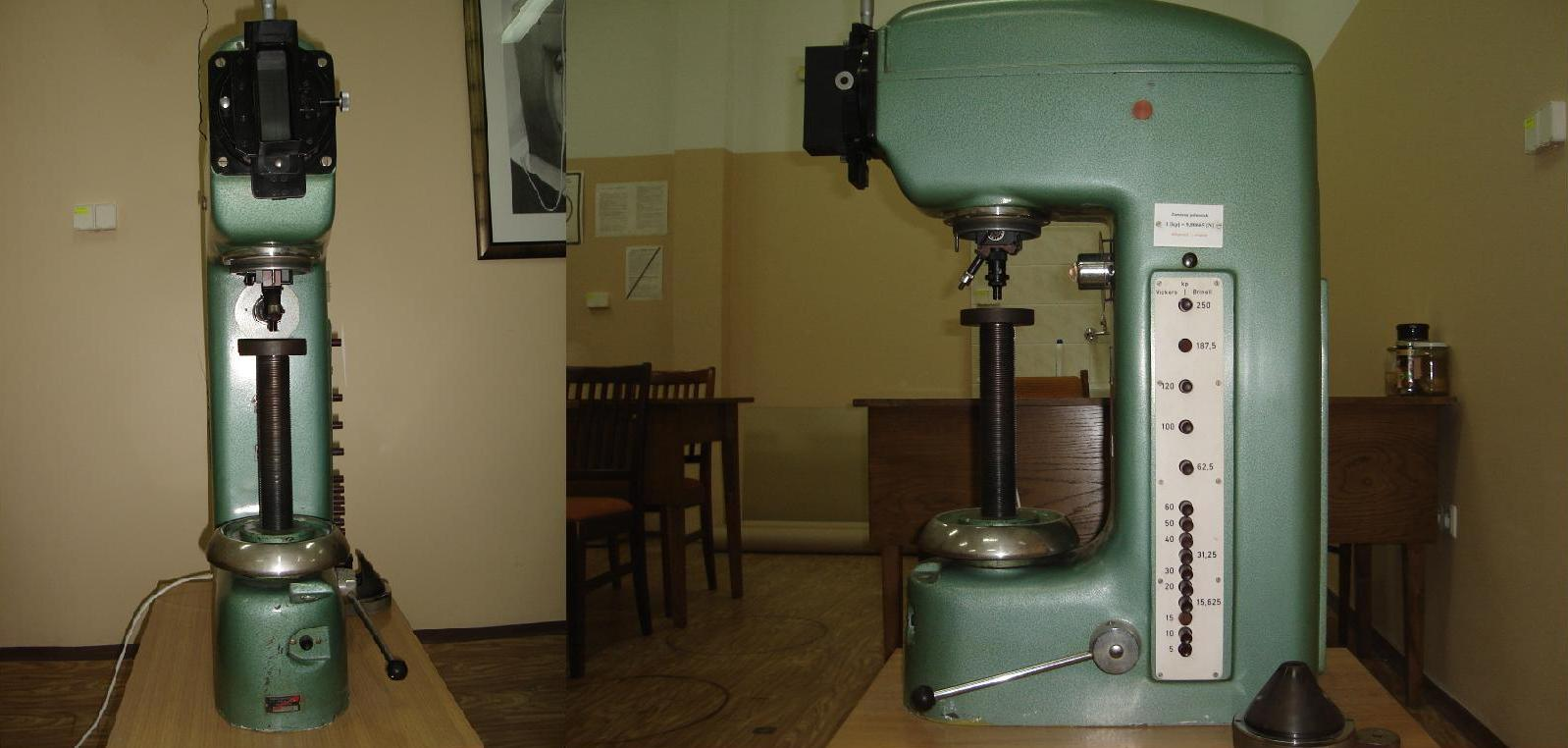
Напівавтоматичний твердомір Брінелля

## Переваги і недоліки

### Недоліки
- Метод можна застосовувати тільки для порівняно м'яких матеріалів через кінцеве значення твердості самого індентора. Як альтернатива можливе застосування кульок з металокерамічного твердого сплаву (ВК).
- Твердість за Брінеллем залежить від навантаження, оскільки зміна глибини втискування не пропорційна зміні площі відбитку.
- При втискуванні по краях відбитку через витискування матеріалу утворюється "підвищення", що ускладнює вимір глибини відбитку.
- Через великий розмір тіла вдавлювання (кульки) метод непридатний для тонких зразків матеріалу.

### Переваги
- Знаючи твердість за Брінеллем, можна швидко знайти границю міцності і текучості матеріалу, що важливо для прикладних інженерних задач:

Для сталі
{\displaystyle \sigma _{\mathrm {B} }={\frac {HB}{3}}[{\frac {kgf}{mm^{2}}}]={\frac {10HB}{3}}[MPa]},
де {\displaystyle \sigma _{\mathrm {B} }} — границя міцності.
{\displaystyle \sigma _{T}={\frac {HB}{6}}[{\frac {kgf}{mm^{2}}}]={\frac {10HB}{6}}[MPa]},
де {\displaystyle \sigma _{T}} — границя текучості.
Для алюмінієвих сплавів
{\displaystyle \sigma _{\mathrm {B} }=0,362{HB}[{\frac {kgf}{mm^{2}}}]=3,62{HB}[MPa]}
Для мідних сплавів
{\displaystyle \sigma _{\mathrm {B} }=0,26{HB}[{\frac {kgf}{mm^{2}}}]=2,6{HB}[MPa]}
- Так як метод Брінелля — один із найстаріших методів визначення твердості, накопичено багато технічної документації, де твердість матеріалів вказана за цим методом.

## Нормативні документи
- International (ISO) and European (CEN) Standard
  - EN ISO 6506-1:2005: Metallic materials - Brinell hardness test - Part 1: test method
  - EN ISO 6506-2:2005: Metallic materials - Brinell hardness test - Part 2: verification and calibration of testing machine
  - EN ISO 6506-3:2005: Metallic materials  - Brinell hardness test - Part 3: calibration of reference blocks
  - EN ISO 6506-4:2005: Metallic materials - Brinell hardness test - Part 4: Table of hardness values
- US standard (ASTM International)
  - ASTM E10-08: Standard method for Brinell hardness of metallic materials.